# Laki (Daghestan)
I Laki, chiamati anche Casicumucchi, Lachi, Lak, sono un gruppo etnico del Daghestan centrale, nella Federazione Russa.

Parlano la lingua lak, appartenente alla famiglia delle lingue caucasiche nordorientali.
Sono di religione sunnita.